# Mycetophila senticosa
Mycetophila senticosa är en tvåvingeart som beskrevs av Wu, He och Yang 1998. Mycetophila senticosa ingår i släktet Mycetophila och familjen svampmyggor.
Artens utbredningsområde är Fujian (Kina). Inga underarter finns listade i Catalogue of Life.